# Boris Monoszon
Boris Monoszon (* 14. února 1955, Kyjev) je houslista, dirigent a podnikatel žijící v České republice.

## Život
Narodil se v rodině lékařky a muzikanta, houslisty, který studoval současně s Davidem Oistrachem u ruského profesora na housle Stoljarského v Oděse.
V devíti letech byl přijat na speciální hudební školu při Moskevské konzervatoři P. I. Čajkovského pro mimořádně nadané děti k prof. J. Jankelevičovi, který odchoval plejádu světoznámých houslistů jako byl např. V. Treťjakov, M. Kopelman, D. Sitkovětský, V. Spivakov a další. Do této školy se tenkrát vybíraly děti z celého Sovětského svazu (který měl 360 mil. obyvatel).
V 19 letech jako koncertní mistr komorního orchestru moskevské konzervatoře vyhrál 1. cenu v Mezinárodní soutěži studentských orchestrů v Západním Berlíně a byl vybrán jako koncertní mistr mezinárodního orchestru pod vedením dirigenta Herberta von Karajana k závěrečnému koncertu festivalu.
Ve 24 letech se stal koncertním mistrem Symfonického orchestru hl. m. Prahy pod vedením Jiřího Bělohlávka. S orchestrem absolvoval řadu mezinárodních turné a v r. 1980 debutoval s houslovým koncertem Jeana Sibelia ve světoznámé Royal Festival Hall v Londýně nebo s Paganiniho houslovým koncertem v Rakousku. S FOK pod vedením J. Bělohlávka úspěšně provedl také Brahmsovy koncerty pro housle s orchestrem a koncert pro housle a violoncelo s orchestrem v Praze.
V roce 1981 se stal laureátem prestižní Mezinárodní houslové soutěže T. Vargy ve Švýcarsku. Od roku 1982 se věnoval sólové dráze. V témže roce získal angažmá jako sólista Severočeské státní filharmonie v Teplicích. S orchestrem absolvoval řadu zahraničních turné např. v Itálii a Španělsku s houslovými koncerty P. I. Čajkovského, N. Paganiniho a Fantazie na téma Carmen P. Sarasate.
V roce 1983 se angažoval jako hostující primárius Slovenského kvarteta ve Slovenské filharmonii a tak pomohl zachovat kontinuitu jednoho z nejvýznamnějších slovenských souborů po smrti jeho proslulého 1. houslisty Aladára Móži.
Od roku 1985 se vedle sólové dráhy nadále věnoval komorní hudbě v pražském Doležalově kvartetu. S kvartetem hostoval ve mnoha zemích Evropy, mimo jiné i na Mezinárodním festivalu Bohuslava Martinů v Paříži.
V roce 1990 založil první soukromý komorní orchestr Solisti di Praga, který vedl do roku 2005 jako umělecký vedoucí, sólista a dirigent. První po Listopadu 1989 zahájil cykly klasických koncertů v historických objektech jinak nepřístupných veřejnosti (muzea, paláce, galerie, duchovní objekty a pod.) Od roku 1979 třicet let úspěšně reprezentoval české umění ve světě. Dále založil nízkonákladovou maloformátovou reklamu v Praze, která jako první umožnila legální plakátování v hlavním městě Praze a vyčistila Pražskou památkovou rezervaci a zónu od černých výlepů a památkově chráněné budovy od sprejů a sgrafity. Zpřístupnila propagaci i nízkorozpočtovým a příspěvkovým organizacím. Je také zakladatelem Asociace plakátování nízkonákladové reklamy v Praze (APNR).